# 安庆内军械所
安庆内军械所是曾國藩率領湘軍攻佔太平天國佔據下的安慶後于清咸丰十一年（1861年）在安庆大观亭设立，为中国最早的现代军工企业。制造子弹、火药、枪炮、轮船。
安庆内军械所没有借助外国的帮助，完全靠国内的力量，建設資金由湘軍提供，安庆内军械所生產的產品供湘軍使用。安庆内军械所集合了一批当时中国著名科学技术专家，如华蘅芳、徐寿、龚芸棠、徐建寅、张斯桂、李善兰、吴嘉廉等，还有近百名工人。同治元年（1862年）在安庆城倒扒狮太平天国英王府原址，曾国藩督帅行署东侧的安庆内军械所，制造出中国第一个蒸汽机，又在曾国藩督帅公所联合徐寿制造出中国第一艘火轮船。同治初开工建造大型军工厂安庆机器局，之后派遣容闳去西洋采购军工厂机器，同治三年（1864年）湘军攻陷南京后，安庆内军械所和安庆机器局迁往南京，成为金陵内军械所、金陵机器制造局和江南机器制造总局。